# Tyson Alualu
Tyson Asi Alualu (geboren am 12. Mai 1987 in Honolulu, Hawaii) ist ein US-amerikanischer American-Football-Spieler auf der Position des Defensive Tackles und des Defensive Ends. Er spielte College Football für die University of California, Berkeley und stand zuletzt bei den Detroit Lions in der National Football League (NFL) unter Vertrag. Zuvor spielte er bis 2016 bei den Jacksonville Jaguars, die ihn in der ersten Runde des NFL Draft 2010 ausgewählt hatten, sowie von 2017 bis 2022 bei den Pittsburgh Steelers.

## College
Alualu spielte von 2006 bis 2009 College Football an der University of California, Berkeley für die California Golden Bears. Er war ab 2007 Stammspieler und wurde 2009 in das All-Star-Team der Pacific-10 Conference gewählt. Alualu bestritt 52 Spiele für die Golden Bears, davon 40 von Beginn an.

## NFL
Alualu wurde im NFL Draft 2010 an zehnter Stelle von den Jacksonville Jaguars ausgewählt. Beim ersten Training mit den Jaguars zog er sich bei einem Oklahoma Drill eine Knieverletzung zu. Diese Verletzung beeinträchtigte Alualu im weiteren Verlauf seiner Karriere, sodass er nicht an seine Leistungen am College anknüpfen konnte. In der Saison 2013 wechselte er von der Position des Defensive Tackles auf die Position des Defensive Ends.
Zur Saison 2014 verlor Alualu seinen Platz als Stammspieler an den neu unter Vertrag genommenen Red Bryant. Nach der Saison verlängerte Alualu seinen Vertrag in Jacksonville dennoch um zwei Jahre. Obwohl er die in ihn gesetzten Erwartungen als hoher Draftpick nicht erfüllen konnte, war er einer der konstantesten Spieler seines Teams. Von 2010 bis 2015 stand Alualu in 96 aufeinanderfolgenden Spielen für die Jaguars auf dem Feld, womit er die drittlängste Serie in der Franchisegeschichte aufstellte. Nach der Saison 2016 verlängerten die Jaguars den auslaufenden Vertrag von Alualu nicht, nachdem sie Calais Campbell für seine Position verpflichtet hatten.
Im März 2017 einigte sich Alualu mit den Pittsburgh Steelers auf einen Zweijahresvertrag über 6 Millionen Dollar. In Pittsburgh wurde er als Rotationsspieler eingesetzt, 2019 verlängerten die Steelers den Vertrag mit Alualu um zwei weitere Jahre.
Zur Saison 2021 einigte sich Alualu mit den Jacksonville Jaguars auf einen Zweijahresvertrag. Wegen eines positiven Tests auf COVID-19 konnte er zehn Tage lang nicht nach Jacksonville reisen, um den Vertrag zu unterschreiben. In dieser Zeit änderte Alualu seine Meinung und verlängerte letztlich seinen Vertrag in Pittsburgh. Am zweiten Spieltag der Saison 2021 brach sich Alualu gegen die Las Vegas Raiders den Knöchel und fiel daher für den Rest der Saison aus. In der Saison 2022 kam er in allen Spielen zum Einsatz und stand bei 27 % aller defensiven Spielzüge auf dem Feld. Im März 2023 lief sein Vertrag in Pittsburgh aus.
Am 5. Dezember 2023 nahmen die Detroit Lions Alualu für ihren Practice Squad unter Vertrag. Er kam in den letzten beiden Spielen der Regular Season sowie allen drei Play-off-Spielen der Lions zum Einsatz.

### NFL-Statistiken
| Saison                             | Saison | Spiele | Spiele      | Tackles | Tackles | Tackles | Tackles | Interceptions | Interceptions | Interceptions | Interceptions | Interceptions | Fumbles | Fumbles | Fumbles |
| Jahr                               | Team   | Spiele | als Starter | Gesamt  | Solo    | Ast     | Sacks   | PD            | INT           | Yds           | Lng           | TD            | FF      | FR      | TD      |
| ---------------------------------- | ------ | ------ | ----------- | ------- | ------- | ------- | ------- | ------------- | ------------- | ------------- | ------------- | ------------- | ------- | ------- | ------- |
| 2010                               | JAX    | 16     | 16          | 38      | 29      | 9       | 3,5     | 1             | 0             | 0             | 0             | 0             | 0       | 0       | 0       |
| 2011                               | JAX    | 16     | 16          | 40      | 21      | 19      | 2,5     | 1             | 0             | 0             | 0             | 0             | 1       | 1       | 0       |
| 2012                               | JAX    | 16     | 16          | 45      | 34      | 11      | 3,5     | 1             | 0             | 0             | 0             | 0             | 0       | 1       | 0       |
| 2013                               | JAX    | 16     | 16          | 42      | 33      | 9       | 1,5     | 1             | 0             | 0             | 0             | 0             | 0       | 0       | 0       |
| 2014                               | JAX    | 16     | 0           | 30      | 13      | 17      | 2,0     | 0             | 0             | 0             | 0             | 0             | 0       | 0       | 0       |
| 2015                               | JAX    | 16     | 13          | 26      | 18      | 8       | 2,0     | 2             | 0             | 0             | 0             | 0             | 0       | 1       | 0       |
| 2016                               | JAX    | 14     | 10          | 37      | 29      | 8       | 2,5     | 0             | 0             | 0             | 0             | 0             | 1       | 0       | 0       |
| 2017                               | PIT    | 16     | 5           | 39      | 25      | 14      | 4,0     | 1             | 0             | 0             | 0             | 0             | 0       | 0       | 0       |
| 2018                               | PIT    | 15     | 2           | 22      | 12      | 10      | 0,0     | 0             | 0             | 0             | 0             | 0             | 0       | 0       | 0       |
| 2019                               | PIT    | 16     | 5           | 41      | 21      | 20      | 1,0     | 2             | 0             | 0             | 0             | 0             | 1       | 0       | 0       |
| 2020                               | PIT    | 15     | 10          | 38      | 17      | 21      | 2,0     | 5             | 0             | 0             | 0             | 0             | 1       | 0       | 0       |
| 2021                               | PIT    | 2      | 2           | 5       | 2       | 3       | 0,0     | 0             | 0             | 0             | 0             | 0             | 0       | 0       | 0       |
| 2022                               | PIT    | 17     | 2           | 13      | 5       | 8       | 0,5     | 1             | 0             | 0             | 0             | 0             | 0       | 0       | 0       |
| 2023                               | DET    | 2      | 1           | 4       | 3       | 1       | 0,0     | 0             | 0             | 0             | 0             | 0             | 0       | 0       | 0       |
| Gesamt                             | Gesamt | 191    | 113         | 416     | 259     | 157     | 25,0    | 15            | 0             | 0             | 0             | 0             | 4       | 3       | 0       |
| Quelle: pro-football-reference.com |        |        |             |         |         |         |         |               |               |               |               |               |         |         |         |